# 安倍邦衛

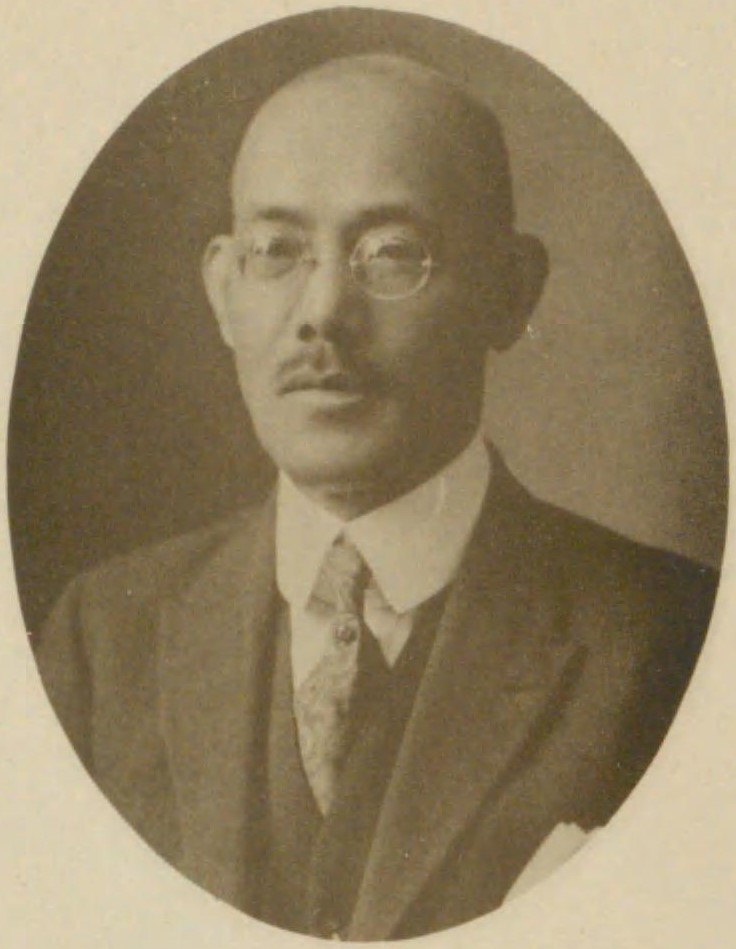
安倍邦衛

安倍 邦衛（あべ くにえ、1882年〈明治15年〉3月10日 - 1950年〈昭和25年〉10月19日）は、日本の鉄道官僚、鉄道技術者、土木技術者。工学博士。元鉄道省東京鉄道局工務課技師、東京地下鉄道初代技師長、元帝都復興院勅任技師、東京市電気局第4代技術長、元東京高速鉄道顧問技師。日本で最初の地下鉄の設計者。

## 略歴
新潟県中蒲原郡流作場新田（現 新潟市中央区三和町）出身。1900年（明治33年）3月に新潟県中学校を卒業、1903年（明治36年）7月に第四高等学校を卒業、1906年（明治39年）7月に東京帝国大学工科大学土木工学科を卒業。
1906年（明治39年）7月に鉄道作業局に技手として入局、1909年（明治42年）12月28日に鉄道院技師に任官、中部鉄道管理局工務課に配属、東海道線の東京 - 横浜間の鉄道の改良工事に従事、以後、東京の国有鉄道の工事を担当。
1920年（大正9年）8月29日に早川徳次によって設立された東京地下鉄道が鉄道省に地下鉄の建設ができる鉄道技師を要請すると、鉄道省の推薦により、1921年（大正10年）1月に東京地下鉄道建設課課長に就任。
1921年（大正10年）3月13日から1922年（大正11年）3月16日まで、品川 - 南千住間の193地点のボーリングによる地質調査を実施、同時に地下鉄の設計を作成。
1922年（大正11年）3月24日から同年11月17日まで、作成した地下鉄の設計との比較調査研究のため、アメリカおよびヨーロッパの地下鉄や地下鉄工事を視察、各都市の技師長と面会。
1923年（大正12年）9月1日に関東大震災が発生すると、鉄道省の要請により、1924年（大正13年）2月22日に帝都復興院技師に任官、土木局に配属。
1924年（大正13年）2月25日に内務省復興局土木部工務課課長に就任、1924年（大正13年）3月22日から内務省復興局土木部河港課課長を兼任。
1926年（大正15年）12月24日に内務省復興局土木部工務課課長を辞職、東京市電気局工務課課長および高速鉄道調査課課長に就任。
1936年（昭和11年）に東京高速鉄道調査課課長に就任。
1937年（昭和12年）9月に東京帝国大学から工学博士号を取得。

## 栄典
- 1924年（大正13年）4月29日 - 正五位[26]
- 1925年（大正14年）1月27日 - 勲四等瑞宝章[27]
- 1930年（昭和05年）12月5日 - 帝都復興記念章[28]
- 1934年（昭和09年）6月21日 - 銀杯一個[29]

## 親族
- 安倍九二造 - 父[30]、安倍家12世当主、新潟県中蒲原郡沼垂町第4・7代町長、元新潟県会議員、沼垂幼稚園創設者・初代園長、沼垂図書館初代館長。沼垂町の新潟市への合併を、沼垂町民の反対を押し切り、成立に導いた最後の沼垂町長[31]。
- 安倍邦太郎 - 従甥（伯父の男孫〈安倍九二造の兄の長男の長男〉）[32]、安倍家14世当主、新潟県中学校の2年後輩、実業家、元衆議院議員、第14・15代新潟市会議長、第7代全国市会議長会会長[33]。
- 前田武四郎 - 岳父[34]、電気技術者、実業家、日本電気株式会社（NEC）設立発起人・監査役。「日本電気株式会社」の命名者[35]。越後国蒲原郡大野地村（現 新潟県阿賀野市大野地）出身[36]。
- 前田勝四郎 - 伯父（前田武四郎の兄）[37]、農業研究者、新潟県北蒲原郡堀越村第5・8代村長。著書『救荒新策』の増訂再版の表題は勝海舟が揮毫した[37][38]。

## 著書
- 『東京地下鐵道地質調查槪况』東京地下鉄道[編]、東京地下鉄道、1921年。
- 『東京の地下鐵道と其工事方法』古市公威[校閲]、東京地下鉄道[編]、東京地下鉄道、1922年。
- 『地下鐵道の話』東京市役所[編]、東京市役所〈市政叢書 第1輯〉、1928年。